# Steinhaus am Semmering
Steinhaus am Semmering är en ort i kommunen Spital am Semmering  i distriktet Bruck-Mürzzuschlag i förbundslandet Steiermark i Österrike. 